# Hygroplitis pseudorussata
Hygroplitis pseudorussata är en stekelart som beskrevs av Shaw 1992. Hygroplitis pseudorussata ingår i släktet Hygroplitis och familjen bracksteklar. Inga underarter finns listade i Catalogue of Life.